# شهرستان خژانوف
شهرستان خژانوف (به لهستانی: Powiat Chrzanów) یک شهرستان در لهستان است که در استان لهستان کوچک‌تر واقع شده‌است. شهرستان خژانوف ۳۷۱٫۴۹ کیلومتر مربع مساحت و ۱۲۸٬۱۰۳ نفر جمعیت دارد.